# Marionville
Marionville és una població dels Estats Units a l'estat de Missouri. Segons el cens del 2000 tenia 2.113 habitants.

## Demografia
Segons el cens del 2000, Marionville tenia 2.113 habitants, 871 habitatges, i 562 famílies. La densitat de població era de 586,9 habitants per km².
Dels 871 habitatges en un 30,1% hi vivien nens de menys de 18 anys, en un 48,8% hi vivien parelles casades, en un 11,5% dones solteres, i en un 35,4% no eren unitats familiars. En el 30,9% dels habitatges hi vivien persones soles el 17,3% de les quals corresponia a persones de 65 anys o més que vivien soles. El nombre mitjà de persones vivint en cada habitatge era de 2,3 i el nombre mitjà de persones que vivien en cada família era de 2,86.
Per edats la població es repartia de la següent manera: un 24,5% tenia menys de 18 anys, un 8,5% entre 18 i 24, un 25,7% entre 25 i 44, un 18,4% de 45 a 60 i un 22,9% 65 anys o més.
L'edat mediana era de 38 anys. Per cada 100 dones de 18 o més anys hi havia 78,8 homes.
La renda mediana per habitatge era de 25.078 $ i la renda mediana per família de 30.607 $. Els homes tenien una renda mediana de 24.792 $ mentre que les dones 17.188 $. La renda per capita de la població era de 13.552 $. Entorn del 19,5% de les famílies i el 22% de la població estaven per davall del llindar de pobresa.

## Poblacions més properes
El següent diagrama mostra les poblacions més properes.